# Gimla’ei Israel LaKnesset
Gil – Gimlaʾei Israel LaKnesset (hebräisch גִּיל Gīl, deutsch ‚Freude / das Alter‘ – גִּמְלָאֵי יִשְׂרָאֵל לַכְּנֶסֶת Gimlaʾei Jisraʾel la-Knesset, deutsch ‚Rentner Israels in die Knesset‘) ist eine israelische Partei der Rentner und Pensionäre. Vorsitzender war Rafi Eitan.
Politische Ziele der Partei sind die soziale Absicherung der Rentner und Pensionäre in Israel. Darüber hinaus hat sich Gil der Wahrung jüdischer Traditionen und demokratischer Werte verschrieben.

## Wahlerfolg 2006
Bei der Wahl zur 17. Knesset am 28. März 2006 konnte die Partei entgegen allen Umfragen mit 5,9 % die 2-Prozent-Hürde deutlich überschreiten. Sie gewann damit sieben Sitze im israelischen Parlament. Gil bildete eine Fraktionsgemeinschaft mit der Wahlsiegerin Qadimah und trat mit zwei Ministern in die Regierung von Ehud Olmert ein. Rafi Eitan wurde Minister für den neu geschaffenen Geschäftsbereich „Pensionäre/Rentnerfragen“.
Bei der vorgezogenen Wahl 2009 erreichte Gil nur noch 0,5 % und verpasste den Wiedereinzug ins Parlament.